# Reserva Extrativista Marinha da Baía do Iguape
A Reserva Extrativista Marinha da Baía do Iguape é uma unidade de conservação federal do Brasil categorizada como reserva extrativista e criada por Decreto Presidencial em 11 de agosto de 2000 numa área de 8.117 hectares no estado da Bahia.